# Bisbat de Niça

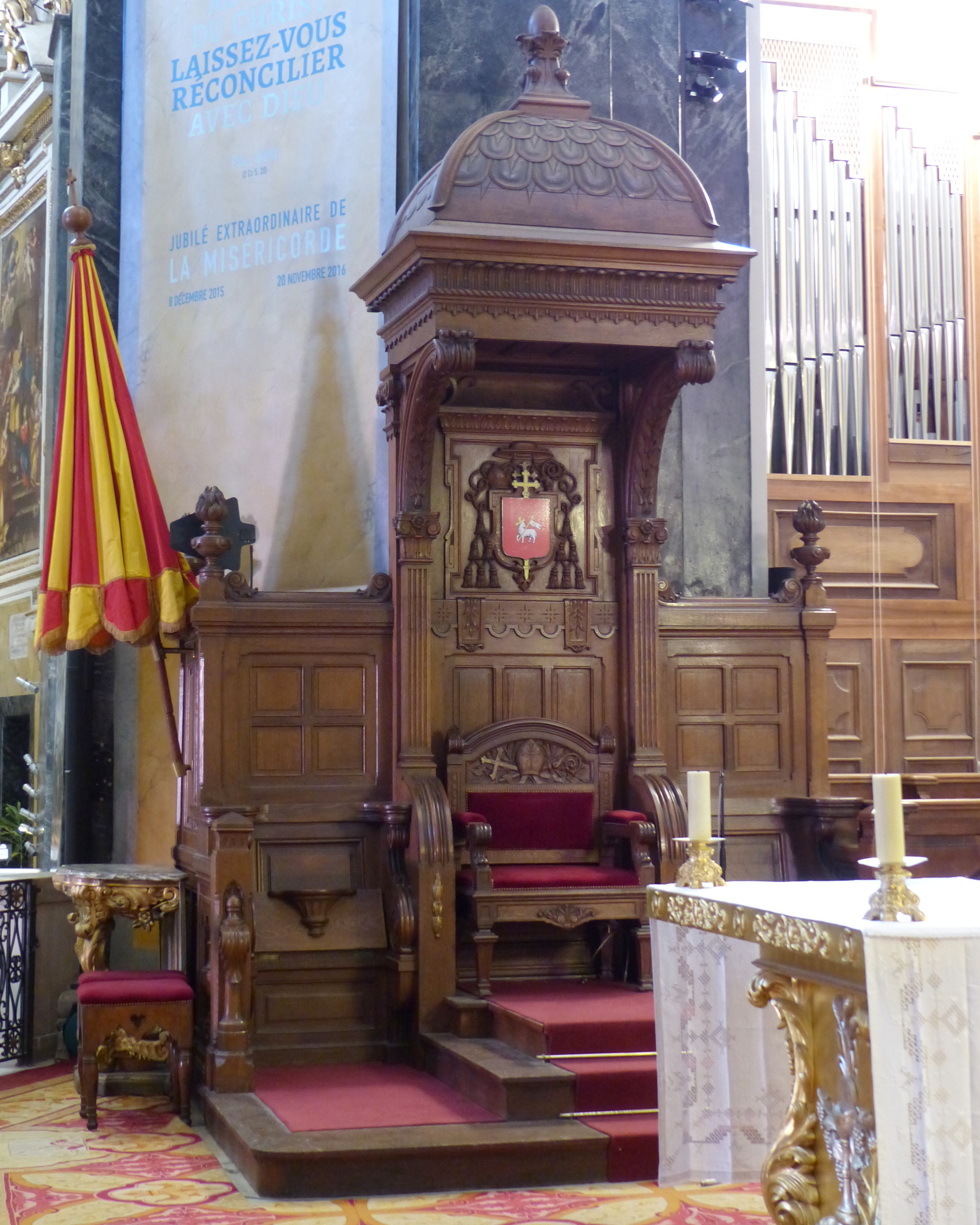
La càtedra episcopal, a la catedral de Santa Reparata a Niça.

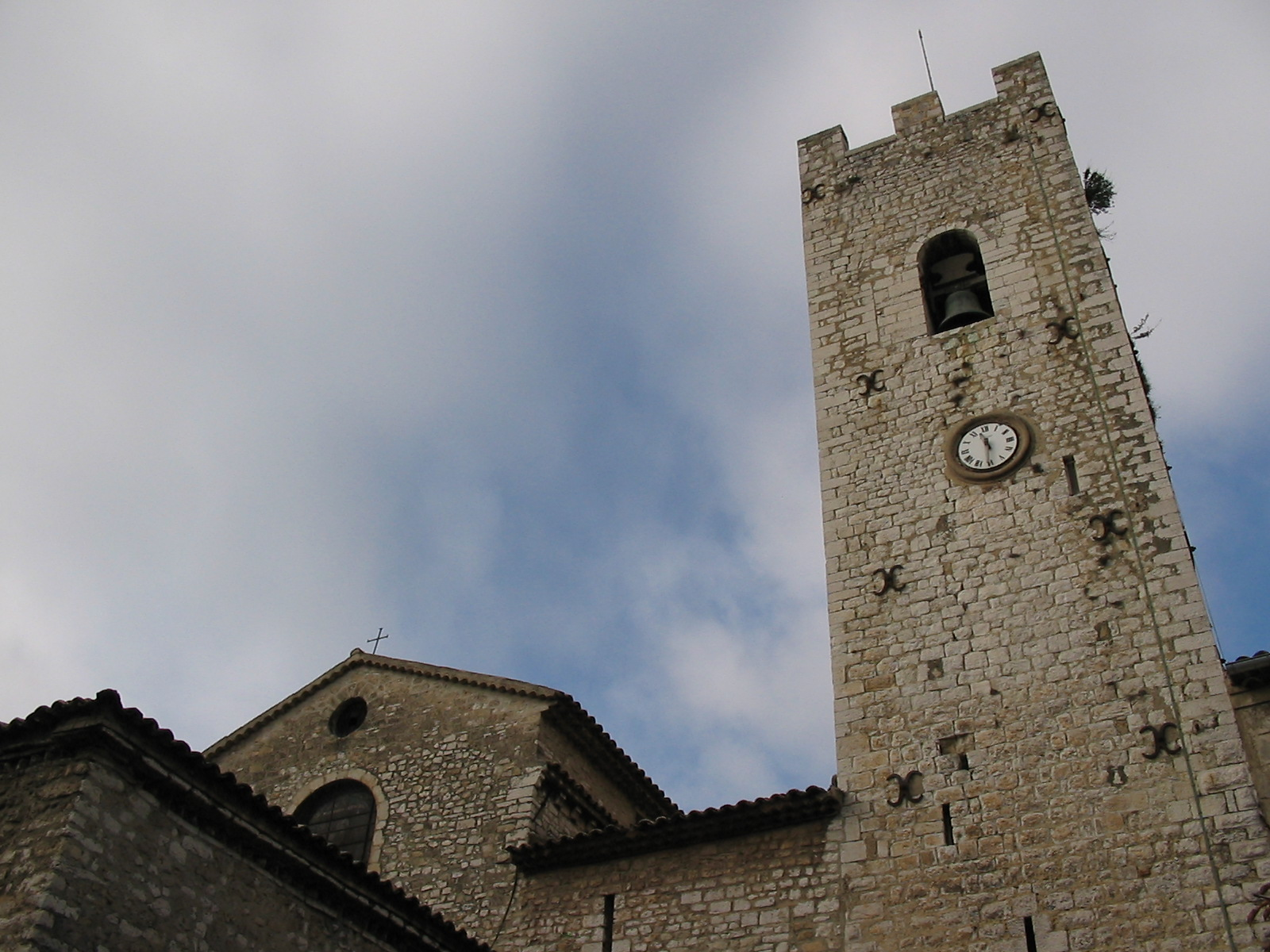
L'ex catedral de Vence.

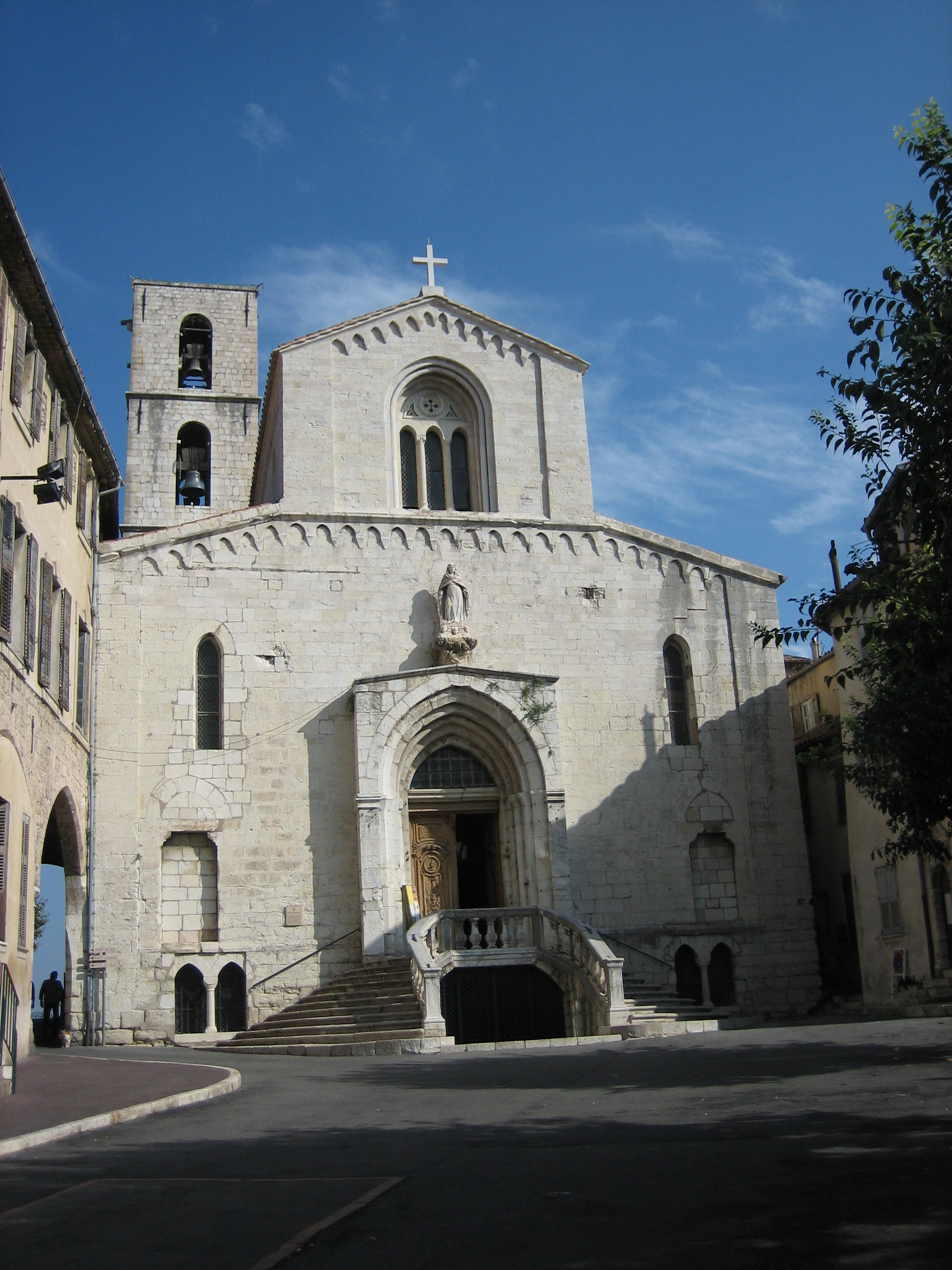
L'ex catedral de Grasse.

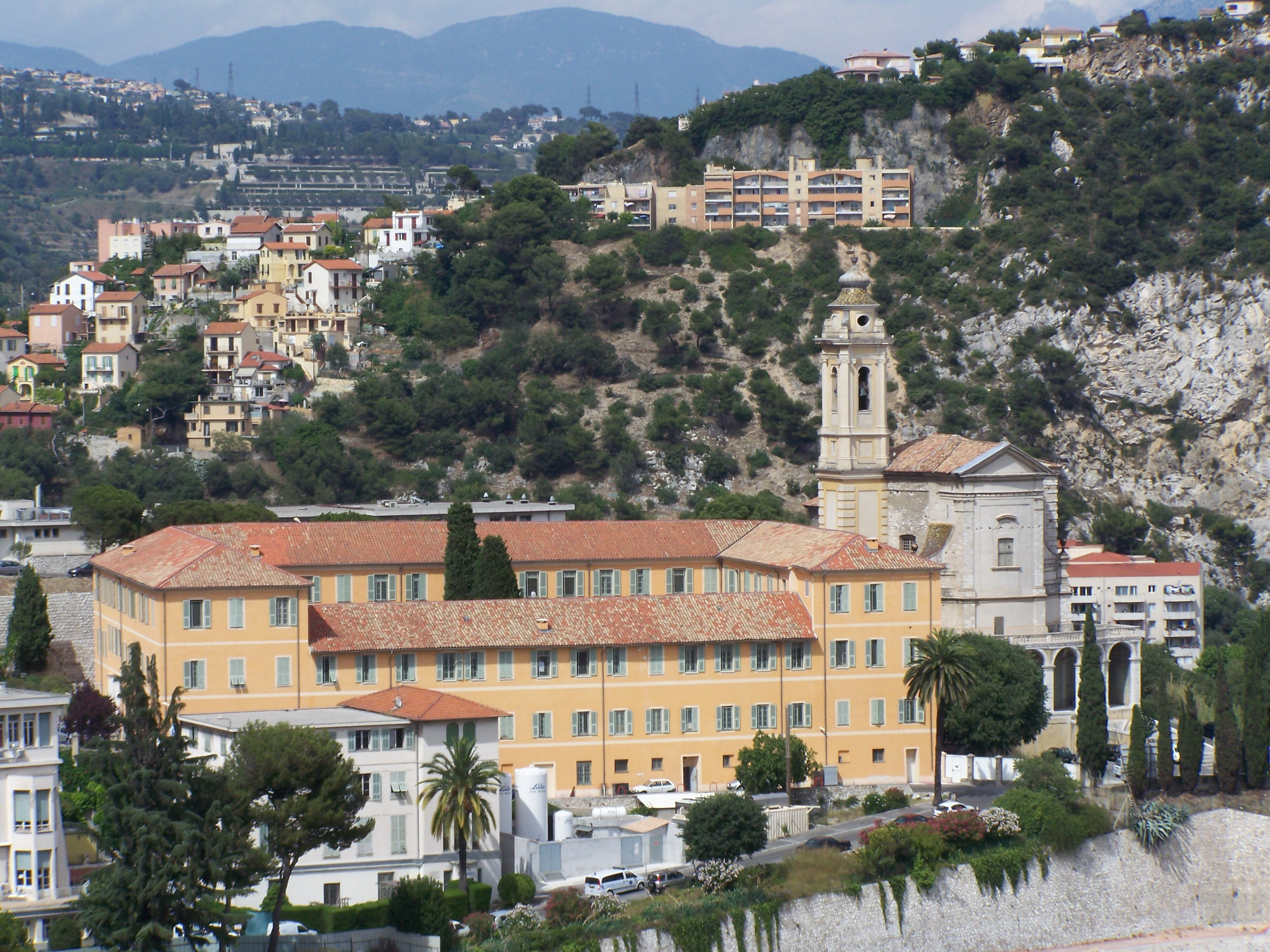
L'antiga abadia de Sant Ponç de Niça, avui seu d'un hotel.

El bisbat de Niça (francès: Diocèse de Nice, llatí: Dioecesis Nicensis) és una seu de l'Església Catòlica a França, sufragània de l'arquebisbat de Marsella. Al 2016 tenia 788.000 batejats sobre una població de 1.226.000 habitants. Actualment està regida pel bisbe André Marceau.

## Territori
La diòcesi comprèn el departament francès dels Alps Marítims, a excepció de l'illa de Sant Honorat, que pertany al bisbat de Fréjus-Tolone.
La diòcesi limita amb les diòcesis franceses de Fréjus-Tolone i de Digne al nord-oest, amb les diòcesis italianes de Cuneo, Ventimiglia-San Remo i de Mondovì a l'est, i amb l'arquebisbat de Mònaco, que correspon al Principat de Mónaco al sud.
La seu episcopal és la ciutat de Niça, on es troba la catedral de Santa Maria Assumpta i Santa Reparata. A la diòcesi també es troben també les ex-catedrals de Vence i de Grasse.
El territori s'estén sobre 4.299 km². A inicis del segle xxi la diòcesi tenia 128 parròquies. Després de la reorganització del territori diocesà, el nombre de parròquies va quedar reduït a 47, agrupades en 20 vicariat:. Niça centre, Niça est, Niça oest, Niça nord, Paillon - Pays de Nice, Menton - Villefranche, bacino de Antibes (Bassin Antibois), Cagnes - Vence, bacino de Canes (Bassin Cannois), Pays de Grasse, plana del Varo (Plaine du Var), Vallées du Haut-Pays Niçois.

## Història
Els orígens del cristianisme i de la diòcesi a Niça són incerts. La tradició hagiogràfica, acreditada pels historiadors locals, atribueix la fundació de la comunitat cristiana a sant Basso, qui seria el primer bisbe de Niça i que va patir el martiri en època de l'emperador Deci (meitat del segle iii). Va ser succeït per un altre màrtir, Ponç de Cimiez, que va morir el 261. Tots dos sants estan exclosos de la Cronologia de Gallia christiana.
Des del punt de vista històric, una comunitat cristiana a Niça està testificada per primera vegada en el primer Concili d'Arle de 314, en la qual va estar representat per un diaca anomenat Innocenci i per l'exorcita Agapista. No obstant això, no se sap si aquests dos personatges representaven al seu bisbe, que estava absent del concili, o únicament als responsables de la comunitat nicenca, que des del punt de vista eclesiàstic depenia encara en els començaments del segle iv de Marsella; en les actes d'aquest concili, de fet Innocenci i Agapista signen com a delegats ex portu Nicaensi i no ex civita Nicaensi. Segons Duchesne, aquesta expressió és una indicació que Niça, no tenint l'estatus de civitas no podria ser la seu d'un episcopus.
Amanzio és el primer bisbe confirmat de Niça, que va participar, juntament amb Proculus de Marsella, al concili d'Aquileia el 381.
A pocs quilòmetres de Niça hi havia la ciutat de Cimiez, l'antic Cemenelum, primitiva capital de la província romana dels Alps Marítims, on hi havia un bisbe. Al voltant del 451, el papa Lleó el Gran va decretar la unió de les seus de Cimiez i Niça a benefici de la primera seu; no obstant això, el 462 el Papa Hilari separà les dues seus de nou, però la separació va durar poc, perquè, a petició d'Ingenuo de Embrun, les dues diòcesis van ser de nou van ser unides (aproximadament 465/466), aquesta vegada a benefici de Niça. Aquesta decisió va ser motivada per la decadència de Cimiez, per l'elevació d'Embrun al doble rang de capital i metropolitana de la província, i la creixent importància de Niça, que va entrar en l'òrbita l'arquebisbat d'Embrun com a la seva sufragània. No obstant això, fins i tot al segle vi, en el Concili d'Orléans de 549, va prendre part el bisbe Magne, que va signar com episcopus Cemelensis et Nicaensis, mentre que en el següent Concili d'Arles de 554, el mateix es presentà només com episcopus Cemelensis. És l'últim esment d'un bisbe de Cimiez, la seu de la qual va desaparèixer, finalment annexada per Niça. No obstant això, fins al segle xi els bisbes de Niça també portaven el títol de Cimiez z.
Poc se sap de la diòcesi de Niça en els segles que van des del VI al x remès a les invasions dels pobles germànics i la consegüent devastació feta pels sarraïns que es trobaven al segle desè del seu pied-à-terre prop de Saint-Tropez. L'únic període de relativa calma a la regió va ser l'època carolíngia, durant el qual Cimiez es va fundar un important monestir dedicat a Sant Ponç (abbaye de Saint-Pons).
Cap a la meitat del segle xi va ser consagrada la catedral medieval, en substitució de la primitiva catedral del segle v. Una segona catedral va ser erigida el 1590, però aviat va ser abandonada i en la segona meitat del segle XVII es va construir l'actual.
Al bisbe Enrico Provana, a finals del segle xvii, es va deure la construcció del seminari diocesà.
El 29 de novembre de 1801, seguint el concordat entre la Santa Seu i Napoleó Bonaparte, Niça es va convertir en sufragània de l'arxidiòcesi d'Ais i al mateix temps incorporat algunes parts de les diòcesis suprimides Senez, Glandèves i Vence.
Durant el Primer Imperi, durant un breu període, es va ampliar la diòcesi de Niça incorporant porcions de les diòcesis de Ventimiglia i Albenga.
El 1817, Niça es va convertir en sufragània de l'arxidiòcesi de Gènova.
El 1860, després de la cessió de Niça a França, les fronteres diocesanes van ser parcialment revisades. L'any següent, Niça va tornar a ser sufragània de l'arxidiòcesi d'Aix.
El 30 d'abril de 1868 la diòcesi de Niça va cedir el territori del Principat de Mònaco a favor de la construcció de l'abadia territorial dels Sants Nicolau i Benet, que va ser elevat al rang de diòcesi el 15 de març de 1886, per ser elevada encara més al rang d'arxidiòcesi en 1981.
El 1886 el territori de la diòcesi es va estendre a tot el departament dels Alps marítims, amb l'annexió dels territoris a l'oest del riu Var i aquells cap a la frontera amb Itàlia: la diòcesi, per tant, s'amplià amb el districte de Grasse, restat de la diòcesi de Fréjus, i amb algunes parròquies de Menton, restes de la diòcesi de Ventimiglia.
El 1947 canvià la frontera estatal entre Itàlia i França, amb la venda a aquesta última de la part alta de la vall de la Roja, que suposà una transferència a la diòcesi de Niça de les parròquies de Tenda, La Briga, Piena i Libri, anteriorment a la diòcesi de Ventimiglia, i de la parròquia de Molières, que prèviament pertanyia a la diòcesi de Cuneo.
L'1 de setembre de 2001, en base en un acord amb l'arxidiòcesi de Mònaco, la parroquia de l'Esperit Sant de Beausoleil, incloent els municipis de Beausoleil, Cap-d'Ail, La Turbie i Peille, veïnes al principat de Mònaco, que es trobaven confiades a la cura pastoral de l'arxidiòcesi de Mònaco, romanent sota la jurisdicció de la diòcesi de Niça.
El 8 de desembre de 2002, amb la reorganització dels districtes diocesans francesos, Niça va passar a formar part de la província eclesiàstica de Marsella.

## Cronologia episcopal

### Bisbes de Cimiez
- San Valeriano † (abans de 439 - després de 455 vers)[9]
- Magno † (abans de 549 - després de 554)

### Bisbes de Niça
- Amanzio † (citat el 381)
- Valerio † (citat el 451)[10]
- Anonimo † (vers 465 - ?)[11]
- Austadio † (citat el 581 aproximadament)
- Catulino † (citat el 585)
- Abramo † (citat el 614)[12]
- San Siagrio ? † (777 - 787 mort)
- Giovanni ? † (citat el 788 aproximadament)[13]
- Frodonio † (citat el 999)
- Bernard † (citat el 1004)
- Pons I † (abans de 1010 - 1027)
- Goeffroi † (citat el 1027)
- Pons II † (citat el 1030)[14]
- André I † (citat el 1032)
- Nitard I † (abans de 1037 - després de 1041)
- André II † (abans de 1050 - després de 1055)
- Raimond I † (abans de 1064 - després de 1073)
- Berno † (citat el 1075)
- Archimbaud † (citat el 1078)
- Isnard † (citat el 1108)[15]
- Pierre I † (abans de 1115 - vers 1151 mort)
- Arnaud † (1151 - després de 1164)
- Raimond Laugier † (vers 1166 - ?)
- Pierre II † (citat el 1184)
- Jean I † (abans de 1197 - després de 15 de juliol de 1209 mort)
- Henri I † (citat l'abril de 1210)
- Sanche † (citat el 1212)
- Henri II † (abans de 1215 - 28 de novembre de 1235 renuncià)
- Mainfroi † (abans de 1238 - després de 1251)
- Pierre III Bonus † (abans de 1255 - 1262 mort)
- Jean II † (citat el 1270)
- Hugues † (citat el 1291)
- Bernard Chabaud de Tourettes, O.E.S.A. † (? - 6 d'abril de 1300 mort)
- Nitard II † (vers 1301 - després de 1311)
- Raimond III, O.E.S.A. † (citat el 1316)
- Guillaume I, O.F.M. † (24 d'abril de 1317 - ? mort)
- Rostang, O.P. † (5 d'abril de 1323 - després de 1326 mort)
- Jean Artaud, O.P. † (9 de maig de 1329 - 10 de gener de 1334 nomenat bisbe de Marsella)
- Raimond IV, O.F.M. † (10 de gener de 1334 - 1335 mort)
- Guillaume II † (29 de març de 1335 - 6 de setembre de 1348 mort)
- Pierre Sardina † (22 d'octubre de 1348 - 8 de març de 1360 mort)
- Laurent Le Peintre (Pictoris) † (15 de maig de 1360 - 12 d'abril de 1365 mort)
- Roquesalve de Soliers, O.P. † (21 d'agost de 1371 - 1380 ?)
  - Nicolas † (26 de març de 1380 - ? renuncià) (administrador apostòlic)
- Jean de Tournefort † (21 de febrer de 1382 - vers 1401 mort)
  - Damiano Zavaglia, O.P. † (1385 - 26 de juny de 1388 nomenat bisbe de Mondovì) (antibisbe)
- Francisco Alfonso † (17 d'octubre de 1403 - 13 de novembre de 1408 nomenat bisbe d'Orense)
- Jean Burle † (4 de març de 1409 - 23 de setembre de 1418 nomenat bisbe de Saint-Papoul)
- Antoine Clément, O.F.M. † (23 de setembre de 1418 - 1º d'abril de 1422 nomenat bisbe de Belley)
- Aimon de Chissé I † (20 d'abril de 1422 - 24 d'octubre de 1427 nomenat bisbe de Grenoble)
- Aimon de Chissé II † (24 d'octubre de 1427 - 1428 renuncià o mort)
- Louis Badat, O.S.B. † (10 de març de 1428 - 1445)
- Aimone Provana de Leyni, O.S.B. † (1446 - 1460 mort)
- Henri de Albertis † (19 d'octubre de 1461 - 1461 mort)
- Barthélémi Chuet † (29 d'abril de 1462 - 1501 renuncià)
- Jean de Loriol † (25 de març de 1501 - 1506 mort)
- Agostino Ferrero, O.Cist. † (29 de novembre de 1506 - 16 de setembre de 1511 nomenat bisbe de Vercelli)
- Gerolamo de Capitani d'Arsago † (17 de setembre de 1511 - 1542 mort)
  - Girolamo Recanati Capodiferro † (6 de febrer de 1542 - 1544 renuncià) (bisbe eletto)
- Giovanni Battista Provana de Leyni † (9 de maig de 1544 - 21 de setembre de 1548 mort)
- François de Lambert † (5 de febrer de 1549 - 10 de novembre de 1582 mort)
- Luigi Pallavicino † (7 de novembre de 1583 - 5 de novembre de 1598 mort)
- Francesco Martinengo, O.F.M.Obs. † (23 d'octubre de 1600 - 22 d'agost de 1620 mort)
- Pietro Maletti, C.R.L. † (10 de gener de 1622 - 4 de novembre de 1631 mort)
- Giacobino Marenco † (17 de desembre de 1634 - 2 de gener de 1644 mort)
- Desiderio Palletta, C.R.L. † (28 de novembre de 1644 - 15 de setembre de 1655 mort)[16]
  - Sede vacante (1655-1659)
- Giacinto Solaro de Moretta † (9 de juny de 1659 - 23 d'abril de 1663 nomenat bisbe de Mondovì)
- Diego della Chiesa † (6 de juliol de 1665 - 30 de desembre de 1669 mort)
- Enrico Provana de Leyni, O.C.D. † (23 de febrer de 1671 - 30 de novembre de 1706 mort)
  - Sede vacante (1706-1727)
- Raimondo Recrosio, B. † (30 de juliol de 1727 - 21 de maig de 1732 mort)
- Carlo Francesco Cantoni † (17 d'abril de 1741 - 23 d'agost de 1763 mort)
- Jacques Astesan, O.P. † (9 de juliol de 1764 - 1 de juny de 1778 nomenat arquebisbe d'Oristany)
- Carlo Valperga de Maglione † (20 de març de 1780 - abans de 29 de novembre de 1801 renuncià)
- Jean-Baptiste Colonna d'Istria † (24 de maig de 1802 - 29 de setembre de 1833 jubilat)
- Domenico Galvano † (30 de setembre de 1833 - 17 d'agost de 1855 mort)
  - Sede vacante (1855-1857)
- Jean-Pierre Sola † (21 de desembre de 1857 - 4 de desembre de 1877 jubilat)
- Matthieu-Victor-Félicien Balaïn, O.M.I. † (28 de desembre de 1877 - 25 de juny de 1896 nomenat arquebisbe d'Aush)
- Henri-Louis Chapon † (25 de juny de 1896 - 14 de desembre de 1925 mort)
- Louis-Marie Ricard † (31 de març de 1926 - 21 d'octubre de 1929 mort)
- Paul-Jules-Narcisse Rémond † (20 de maig de 1930 - 24 d'abril de 1963 mort)
- Jean-Julien-Robert Mouisset † (24 d'abril de 1963 - 30 d'abril de 1984 jubilat)
- François de Sales Marie Adrien Saint-Macary † (30 d'abril de 1984 - 14 de novembre de 1997 nomenat arquebisbe coadjutor de Rennes)
- Jean Marie Louis Bonfils, S.M.A. (28 d'agost de 1998 - 28 de març de 2005 jubilat)
- Louis Albert Joseph Roger Sankalé (28 de març de 2005 - 8 d'agost de 2013 renuncià)
- André Marceau, des del 6 de març de 2014

## Estadístiques
A finals del 2016, la diòcesi tenia 788.000 batejats sobre una població de 1.226.000 persones, equivalent al 64,3% del total.
| any  | població | població  | població | sacerdots | sacerdots       | sacerdots       | sacerdots             | diaques | religiosos | religiosos | parròquies |
| ---- | -------- | --------- | -------- | --------- | --------------- | --------------- | --------------------- | ------- | ---------- | ---------- | ---------- |
| any  | batejats | total     | %        | total     | clergat secular | clergat regular | batejats por sacerdot | diaques | homes      | dones      |            |
| 1949 | 345.000  | 452.745   | 76,2     | 420       | 330             | 90              | 821                   |         | 102        | 1.320      | 240        |
| 1970 | 652.000  | 722.070   | 90,3     | 496       | 380             | 116             | 1.314                 |         | 116        | 1.000      | 240        |
| 1980 | 747.000  | 827.000   | 90,3     | 430       | 321             | 109             | 1.737                 | 2       | 120        | 843        | 241        |
| 1990 | 750.000  | 833.000   | 90,0     | 361       | 278             | 83              | 2.077                 | 11      | 101        | 635        | 241        |
| 1999 | 814.000  | 1.018.700 | 79,9     | 325       | 226             | 99              | 2.504                 | 15      | 126        | 419        | 102        |
| 2000 | 800.000  | 1.008.075 | 79,4     | 311       | 237             | 74              | 2.572                 | 18      | 94         | 404        | 264        |
| 2001 | 800.000  | 1.011.000 | 79,1     | 305       | 215             | 90              | 2.622                 | 24      | 108        | 423        | 128        |
| 2002 | 800.000  | 1.000.000 | 80,0     | 296       | 210             | 86              | 2.702                 | 27      | 102        | 408        | 128        |
| 2003 | 750.000  | 1.020.000 | 73,5     | 291       | 209             | 82              | 2.577                 | 29      | 99         | 372        | 128        |
| 2004 | 750.000  | 1.012.000 | 74,1     | 285       | 207             | 78              | 2.631                 | 29      | 94         | 381        | 128        |
| 2013 | 778.000  | 1.210.000 | 64,3     | 195       | 145             | 50              | 3.989                 | 38      | 62         | 225        | 47         |
| 2016 | 788.000  | 1.226.000 | 64,3     | 192       | 144             | 48              | 4.104                 | 41      | 61         | 217        | 47         |